# Prospalta cyclica
Prospalta cyclica är en fjärilsart som beskrevs av George Francis Hampson 1908. Prospalta cyclica ingår i släktet Prospalta och familjen nattflyn. Inga underarter finns listade i Catalogue of Life.